# 게 볼그
게 볼그(아일랜드어: Gáe Bolg) 또는 게 불그(아일랜드어: Gáe Bulg), 게 볼가(아일랜드어: Gáe Bolga), 게 불가(아일랜드어: Gáe Bulga)는 아일랜드 신화 얼스터 대계의 영웅 쿠 훌린이 사용한 창이다. 그 이름은 "필살의 상처를 입히는 창", 또는 "톱니 모양 새김눈이 있는 창", "볼록한 창"이라는 뜻이다. 쿠 훌린의 스승인 여전사 스카하크가 쿠 훌린에게 주었으며, 스카하크는 이 창을 다루는 법을 쿠 훌린에게만 가르쳐 주었다.
바다괴물 콘켄(Coinchenn)이 다른 바다괴물 쿠르리드(Curruid)와 싸우다 죽었는데, 그 콘켄의 뼈로 게 볼그를 만들었다. 대부분의 문헌에서 게 볼그가 매우 치명적인 무기라고들 하지만, 일부 문헌, 예컨대 《렌스터의 서》에서는 매우 특수한 주술적 상황을 충족시켜야 사용할 수 있다고 한다. 이에 따르면, 게 볼그를 사용하려면 시냇물 속에 들어가서 발가락 사이로 창을 집어 던져야 한다. 게 볼그는 재블린처럼 날아가서 표적의 몸에 꽂히는데, 표적의 살덩어리 속에서 서른 갈래의 미늘가시가 돋아나서 몸에 들어갈 때는 한 곳으로 들어가지만 나올 때는 서른 개의 구멍을 뚫고 나온다.}}
다른 판본의 전승에서는 게 볼그는 일곱 개의 창끝이 있고 그 창끝마다 일곱 개의 미늘이 달려있어 마흔아홉 개의 미늘가시가 있다고 한다. 〈쿠얼러의 소몰이〉를 보면 쿠 훌린이 알바(스코틀랜드)의 대여전사 스카하크에게 수련을 받고 게 볼그를 선물받는다. 쿠 훌린은 의형제 페르디어드와 함께 스카하크에게 사사받았는데, 스카하크는 다른 모든 것을 두 형제에게 똑같이 가르쳐 주었지만, 단 하나 게 볼그의 사용법은 쿠 훌린에게만 가르쳐 주었다. 나중에 쿠 훌린은 페르디어드와 일기토로 싸우게 된다. 둘은 개울물 속엣 싸우고 있었고 페르디어드가 우위를 점하고 있었다. 쿠 훌린의 마차꾼 레그가 물에 게 불그를 떠내려 보내 주인에게 전해주었고, 쿠 훌린은 페르디어드에게 게 불그를 던졌다. 게 불그가 페르디어드의 갑옷을 뚫고 페르디어드의 몸을 꿰뚫은 뒤 몸 속에서 미늘이 불어나, 페르디어드는 전신의 모든 관절이 미늘에 헤집어진 채 사망했다. 또한 쿠 훌린이 자기 아들 콘늘라를 알아보지 못하고 그와 싸웠을 때도 게 볼그가 사용되었다. 게 볼그는 언제나 최후의 일격으로서 사용되었고, 게 볼그를 맞은 쿠 훌린의 적들은 예외 없이 죽음을 맞았다.
게 볼그는 그 위력이 치명적일 뿐 아니라 무기 자체에 섬뜩한 힘을 지니고 있다. 한번 능력이 발동되어 희생자의 몸속을 미늘이 헤집고 나면, 창을 빼내기 위해 문자 그대로 희생자의 시체를 완전히 찢고 토막쳐 산산조각을 내야 창을 뽑아낼 수 있다. 쿠 훌린이 페르디어드를 죽였을 때 역시 마찬가지였다. 〈쿠얼러의 소몰이〉에 보면 “레그가 앞으로 나와 페르디어드의 몸을 토막쳐 게 볼그를 뽑아냈다. 쿠 훌린은 피를 함뿍 머금고 페르디어드의 몸속에서 빠져나온 자신의 피투성이 무기를 바라보았다…[하략]”라는 구절이 나온다.

## 같이 보기
- 궁니르